# Kristiansund
Kristiansund (llamada Lille Fossen desde el siglo XVI hasta 1742) es una ciudad y municipio de la provincia de Møre og Romsdal, en Noruega. Según datos de 2015 cuenta con una población de 24 507 habitantes.
Es un municipio insular en la costa atlántica de Noruega, en una zona rodeada de fiordos. La cabecera municipal se asienta sobre tres islas. Adquirió el privilegio de ciudad en el 29 de junio de 1742, misma fecha en que su nombre fue cambiado a Christianssund, y fue establecida como municipio el 1 de enero de 1838.
Su puerto, estratégicamente localizado en una zona geográfica protegida, fue el origen de la ciudad. Kristiansund se destaca en la actualidad por ser el centro administrativo de la explotación de petróleo y gas en la plataforma continental de Haltenbanken. Históricamente, la ciudad ha sido especialmente conocida por la producción de bacalao.

## Geografía
El área de Kristiansund está conformada por cinco islas habitadas: Frei, Nordlandet, Gomalandet, Kirkelandet e Innlandet. También hay muchas islas pequeñas que forman parte de la localidad, pero no están habitadas. Las cinco islas habitadas están conectadas por puentes. Grip también hace parte de Kristiansund desde 1964, el cual es un pueblo pesquero abandonado que se encuentra en una isla ubicada 10 km al norte de la ciudad. La isla no tiene la condición de residencia permanente, pero es un destino popular en verano. Kristiansund se conoce como la "capital del Atlántico" debido a su ubicación única entre las montañas y fiordos. 

## Clima
Kristiansund tiene un clima marítimo templado con veranos frescos e inviernos relativamente cortos y suaves. La ubicación de la ciudad, en la cual se combinan el puerto natural con el viento cálido del suroeste del océano Atlántico y la corriente del Golfo da a Kristiansund un clima mucho más cálido que el de otras ciudades de su misma latitud. En el verano no es raro experimentar temperaturas de hasta 25 °C.

## Historia

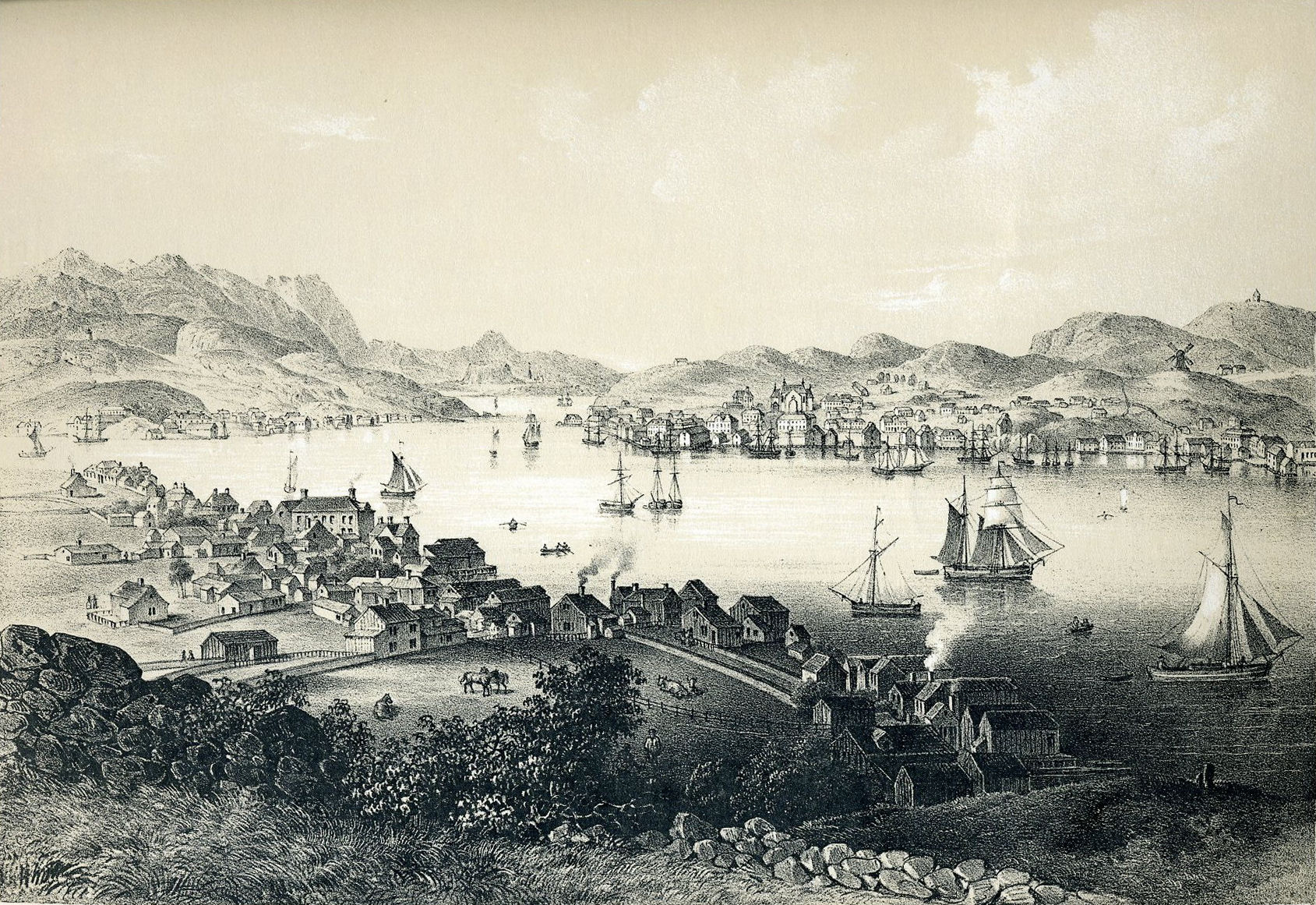
Una litografía de Kristiansund, de alrededor de 1846.

La pesca era una importante industria en Noruega en la Edad Media. Grip era una isla importante para la pesca, y se estima que los primeros residentes llegaron allí alrededor del siglo XI. El área en donde hoy se encuentra el centro de Kristiansund no estuvo muy densamente poblada hasta llegar el siglo XVI. Debido al incremento de la población y el comercio en la zona, Kristiansund recibió la condición de ciudad en 1742. La ciudad fue nombrada Christianssund. (en español: los estrechos de Cristián) Este nombre fue cambiado a la forma actual unos cien años más tarde.
En el siglo XVIII, Kristiansund fue una de las ciudades comerciales más importantes en Noruega. La ciudad exportaba pescado y otras materias primas en grandes cantidades a los países mediterráneos, principalmente Portugal, Italia y España. Este período en la historia de la ciudad es a menudo llamado el "momento español", dado que muchos buques españoles llegaban a la ciudad para comprar pescado.
En abril de 1940 la ciudad fue casi totalmente destruida cuando los aviones alemanes bombardearon la ciudad. El conjunto de Kristiansund ha sido reconstruido, y hoy en día la mayoría de las edificaciones datan de los años después del final de la guerra.

## Sociedad

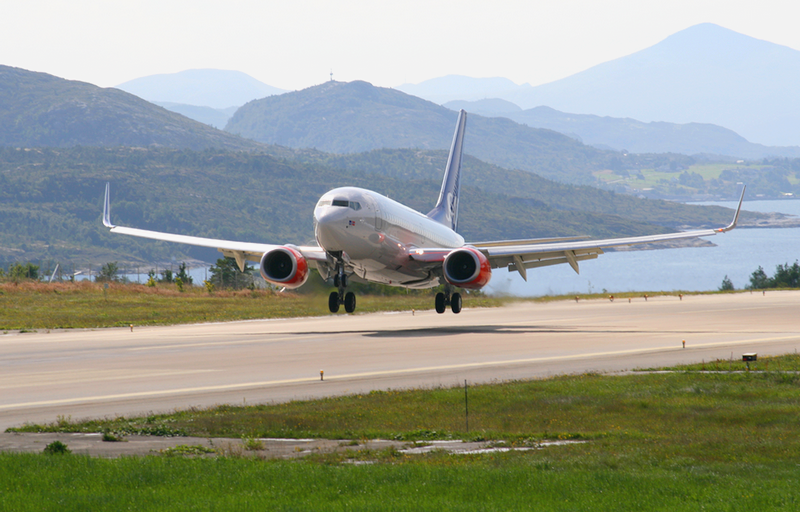
Un avión de Scandinavian Airlines aterrizando en el Aeropuerto de Kristiansund.

### Transporte
Las islas que conforman Kristiansund cuentan con un puerto natural que es apto para la navegación. El puerto está en el centro de la ciudad, con industrias y edificios a su alrededor. Kristiansund es una escala de la línea Hurtigruten.
El Aeropuerto de Kristiansund se encuentra a 7 km al este de la ciudad. Desde allí hay vuelos directos a las principales ciudades de Noruega: Oslo, Bergen, Trondheim, Stavanger, Kristiansand y Haugesund. Scandinavian Airlines es el mayor operador en el aeropuerto. El aeropuerto tiene un papel central en la comercialización del petróleo en Noruega. El aeropuerto cuenta con el tercer terminal de helicópteros más grande del país.

### Negocio

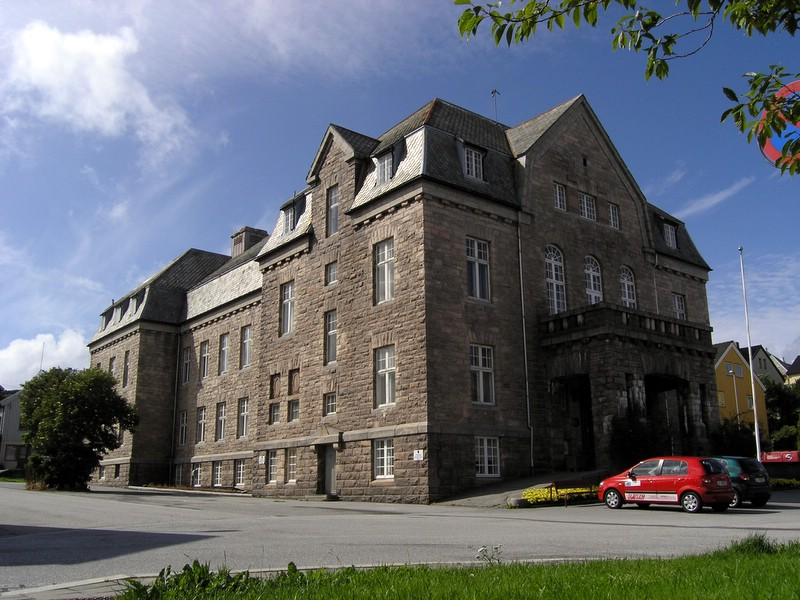
Festiviteten es la ópera en Kristiansund. El edificio se terminó de construir en 1914.

El sector industrial de Kristiansund está principalmente conformado por compañías de petróleo y gas. Esto se debe a la estrecha asociación con el campo petrolero Haltenbanken. Además de esto, el transporte marítimo y la construcción naval forman parte de las principales industrias en la ciudad.
Una de las principales industrias en Kristiansund fue durante mucho tiempo la producción de materias primas como el bacalao. La ciudad ha tenido estrechas relaciones con el Mediterráneo y América del Sur debido a la exportación de pescado.

### Cultura
Kristiansund tiene una vida cultural muy rica. La ciudad es conocida como Operaby Noruega, debido a que en ella se encuentra la ópera más antigua del país. Las dos primeras semanas de febrero se realiza un festival anual de ópera en Kristiansund. La ciudad también es anfitrión del festival de fotografía Nordic Light, que es uno de los más grandes de Europa del Norte.

### Iglesias y arquitectura

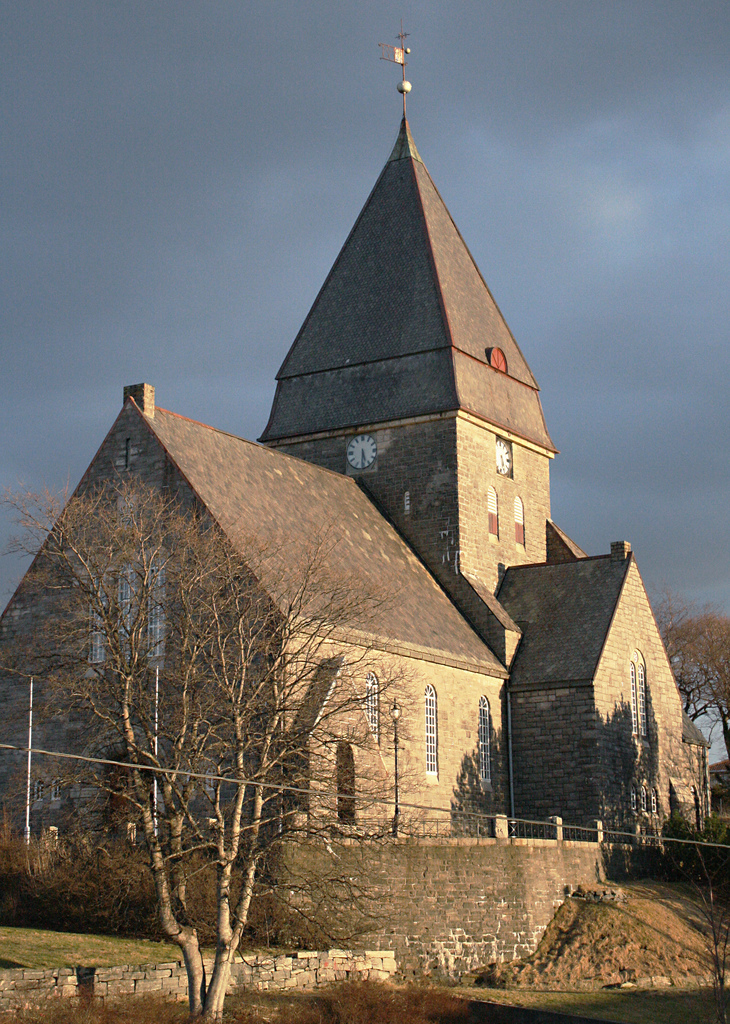
Nordlandet Kirke («La iglesia del norte del país») es uno de los pocos edificios en todo el centro de Kristiansund construidos en el inicio del.

Kristiansund tiene una arquitectura muy especial. Casi el 80 % de los edificios originales de la ciudad fueron destruidos por los alemanes durante la Segunda Guerra Mundial. Así, la mayoría de los edificios actuales fueron construidos en los años 1940 y 1950.
Kristiansund tiene cinco iglesias. La más grande es la Kirkelandet Kirke, (ES: Iglesia del País) que fue la primera iglesia en Noruega con una arquitectura moderna, cuando fue construida en el 1964. La segunda más grande es Nordlandet Kirke, está construida de piedra y se terminó en 1914. Esta es la única iglesia cerca del centro que sobrevivió al bombardeo de la ciudad de 1940. En Frei está Frei Kirke, que está construida en estilo gótico. La iglesia fue consagrada en 1897. La iglesia más antigua de la comunidad está en el Grip. La iglesia de madera de Grip es una estructura de tipo stavkirke, y fue construida alrededor de siglo XV. Es muy pequeña en comparación con las demás iglesias, pero tiene una larga y rica historia. Todas estas iglesias son protestantes. La quinta iglesia, St. Eystein Kirke, es católica.

## Ciudades hermanadas
Dinamarca: Fredericia

 Suecia: Härnösand

 Finlandia: Kokkola
Estas ciudades realizan anualmente un festival cultural en conjunto con Kristiansund denominado «Días nórdicos».